# وجیه‌الله میرزا
وجیه‌الله میرزا (۱۲۷۱–۱۳۲۲ ه‍.ق) شاهزادهٔ قاجار و از دولتمردان دوران ناصرالدین‌شاه و مظفرالدین‌شاه بود. او در دوران مظفرالدین‌شاه سپهسالار و فرمانده کل ارتش ایران بود.
در سال ۱۲۷۱ ه‍.ق زاده شد. در دوران ناصرالدین‌شاه شجاعت بسیاری در سرکوب ترکمن‌هایی که به غارت کاروان‌های زوار امام رضا می‌پرداختند نشان داد که باعث ترقی‌های آینده او شد.  اعتماد السلطنه در کتاب خاطرات خود می نویسد که وجیه الله میرزا در جنگ با تراکمه در استراباد شکست خورد اما رتبه یافت [*]در دوران مظفرالدین‌شاه چندین بار مأمور سرکوب شورش‌ها در شهرهای مختلف ایران شد و چندی نیز به حکومت استرآباد و زنجان برقرار گشت. از ماموریت‌های خارجی او، شرکت در مراسم تشییع الکساندر سوم تزار روسیه و تهنیت به جانشین او نیکلای دوم و مأمور شرکت در مراسم شصتمین سالگرد سلطنت ملکه ویکتوریا بود. در سال ۱۳۱۵ قمری وزیر جنگ شد. در سال ۱۳۱۷ قمری ملقب به سپهسالار گشت و به فرماندهی کل قشون ایران رسید و اختیار عزل و نصب تمام رؤسای نظام به عهده او گذاشته شد. او در سال ۱۳۲۲ قمری در پنجاه و یک سالگی درگذشت و در باغ طوطی شاه عبدالعظیم به خاک سپرده شد. پس از درگذشت او سپهسالار جدیدی تعیین نشد و مظفرالدین‌شاه برای قشون دوازده سردار تعیین کرد که عبارت بودند از: امیربهادر، محمدباقر خان امیرنظام، عزیزالله میرزا ظفرالسلطنه، زین‌العابدین خان امیرافخم، محمدصادق‌خان امیرتوپخانه قجر، محمدعلی سردار افخم، وزیرنظام، ظفرالدوله، احمدخان علاءالدوله، غلامرضاخان اینانلو (آصف‌الدوله)، عبدالله‌خان ناظم‌السلطنه و محمدولی‌خان تنکابنی.
وجیه‌الله میرزا ثروت هنگفتی از خود برجای گذاشت. بیمارستان هاجر کنونی (۵۰۱ سابق ارتش) واقع در جنوب یوسف‌آباد توسط او احداث و وقف شده است.
از القاب او سپهسالار، سیف‌الملک، سردار معظم و امیرخان سردار بوده‌است. وجیه‌الله میرزا با علاءالحاجیه دختر عبدالله خان علاءالملک ازدواج کرد. نصرت‌الله میرزا امیراعظم فرزند او بود.